# Douglasia montana
Douglasia montana är en viveväxtart som beskrevs av Asa Gray. Douglasia montana ingår i släktet Douglasia och familjen viveväxter. Inga underarter finns listade i Catalogue of Life.